# Смирнов, Виктор Николаевич
Ви́ктор Никола́евич Смирно́в (13 марта 1925 — 19 августа 2000) — советский дипломат. Чрезвычайный и полномочный посол.

## Биография
Окончил Высшую дипломатическую школу МИД СССР (1965).
- В 1950—1954 годах — сотрудник консульства СССР в Мариехамне (Финляндия).
- В 1954—1959 годах — сотрудник центрального аппарата МИД СССР.
- В 1959—1962 годах — сотрудник посольства СССР в Швеции.
- В 1962—1963 годах — сотрудник центрального аппарата МИД СССР.
- В 1963—1965 годах — слушатель ВДШ МИД СССР.
- В 1965—1970 годах — на ответственной работе в центральном аппарате МИД СССР.
- В 1970—1974 годах — советник посольства СССР в Австралии.
- В 1974—1976 годах — советник-посланник посольства СССР в Австралии.
- В 1976—1981 годах — на ответственной работе в центральном аппарате МИД СССР.
- С 20 октября 1981 по 10 сентября 1987 года — чрезвычайный и полномочный посол СССР на Мальте[1].

Похоронен в Москве на Востряковском кладбище.

## Семья
Был женат (с 1949) на Раисе Дмитриевне Поляковой (1928—2016). Сын — Алексей Викторович Смирнов (1953—2011).